# غويليرمي عفيف دومينغوس
غويليرمي عفيف دومينغوس هو شخصية أعمال وسياسي برازيلي، ولد في 18 سبتمبر 1943 في ساو باولو في البرازيل. نشط حزبياً في Democratic Social Party ‏. في 1986 Brazilian parliamentary election ‏، انتخب عضو مجلس النواب البرازيلي ‏ عن دائرة São Paulo ‏.

## وصلات خارجية
- الموقع الرسمي